# Rio, 40 Graus
Rio, 40 Graus és una pel·lícula brasilera del 1955 escrita i dirigida per Nelson Pereira dos Santos. És el primer llargmetratge de dos Santos, inspirat en el Neorealisme italià, i es considera un precursor del moviment Cinema Novo.
El novembre de 2015 la pel·lícula fou inclosa a la llista establerta per l'Associação Brasileira de Críticos de Cinema (Abraccine) de les 100 millors pel·lícules brasilers de tots els temps.

## Argument
Un diumenge, cinc nois de la favela van a diferents punts de la ciutat a vendre cacauets. Zeca, Sujinho, Jorge, Paulinho i Xerife interconnecten les històries enfocades, cobrint cinc punts turístics: Copacabana, Sugar Loaf Mountain, Corcovado, Quinta da Boa Vista i Maracanã Stadium. A més d'intentar guanyar-se la vida, decideixen acumular diners per comprar una pilota de futbol. Jorge també necessita vendre prou per comprar medicaments per a la seva mare malalta. Se'n va a Copacabana, es topa amb i la seva llauna de cacauets cau al mar. Sense la mercaderia per vendre, Jorge comença a mendigar i aconsegueix diners, però altres nois intenten robar-lo, i quan se'n desfà, és atropellat. Paulinho va a la Quinta da Boa Vista i la seva sargantana, Catarina, s'escapa al zoo. La recupera, però el guàrdia del lloc el persegueix i llença la seva mascota a un serpentari. Resignat, Paulinho marxa cap al Maracanã, on es troba amb el canalla Miro [Jece Valadão (1930-2006)] i el seu company Zé [Zé Kéti (1921-1999)] que, amb ganes d'entrar a l'estadi i veure el partit, s'emporten la totalitat de diners del noi i venen els cacauets restants. En Zeca, al seu torn, decideix anar a Corcovado, però s’assabenta per l'explorador que hi treballen menors, un vell sense escrúpols que el persegueix, obligant-lo a una fugida arriscada. Sujinho, en canvi, sense diners i sense cacauets, és escortat a casa seva per un policia. Sheriff va bé en vendes i aconsegueix entrar a Maracanã, després d'eludir la seguretat. Ell i Zeca acaben el dia contents d'haver aconseguit els diners.
Paral·lelament s'expliquen personatges menors i altres històries. La que posa de manifest el contrast en la trajectòria de dos jugadors, la revelació de Foguinho pel futbol i la decadència de Daniel. També hi ha l'embaràs d'un migrant del nord-est, el xicot del qual dubta a comprometre's, i l'arribada d'un coronel de l'interior per visitar Corcovado.

## Repartiment
- Roberto Batalin .... Pedro
- Glauce Rocha.... Rosa
- Jece Valadão .... Miro
- Ana Beatriz .... Maria Helena
- Modesto de Souza ....terratinent
- Cláudia Morena .... Alice
- Ivone Miranda
- Antônio Novais
- Jackson de Souza
- Sady Cabral
- Mauro Mendonça.... Turista italià

## Comentaris
Rio, 40 Graus de Nelson Pereira dos Santos va introduir al Brasil els ensenyaments del neorealisme italià i va constituir una novetat per a un públic que, malauradament, no n'era conscient.
Crònica de la ciutat de Rio, realitzada a través de la vida de les classes treballadores més desafavorides, la pel·lícula barreja humor i melodrama a l'estil de Renato Castellani, introduint episodis amb múltiples personatges com Luciano Emmer ho va fer a Domenica d'agosto (1950).
Rio, 40 Graus anteriorment va tenir problemes amb la censura, no es va distribuir fins a un any i mig després d'haver acabat i els espectadors només van poder veure-la en un circuit secundari de la major cadena de cinemes a Rio.

Als Cahiers du cinéma d'abril 1956, André Bazin va expressar aquest punt de vista: 
| « | Rio, 40 Graus es construeix de manera unànime , entrellaçant diverses històries particulars i significatives. Va ser rodada amb molt pocs mitjans, vora l'aficionat. […] Però tal com és i tenint en compte les condicions laborals d'un cineasta brasiler, és una pel·lícula entranyable que mereix ser vista a Europa. | » |